# Nueva Central
Nueva Central är en ort i Mexiko.   Den ligger i kommunen Palenque och delstaten Chiapas, i den sydöstra delen av landet, 800 km öster om huvudstaden Mexico City. Nueva Central ligger 148 meter över havet och antalet invånare är 130.
Terrängen runt Nueva Central är kuperad söderut, men norrut är den platt. Terrängen runt Nueva Central sluttar norrut. Runt Nueva Central är det ganska glesbefolkat, med 34 invånare per kvadratkilometer. Närmaste större samhälle är Lázaro Cárdenas, 2,5 km nordost om Nueva Central. Omgivningarna runt Nueva Central är en mosaik av jordbruksmark och naturlig växtlighet.